# رالف سیوارس
رالف سیوارس (آلمانی: Ralf Sievers؛ زادهٔ ۳۰ اکتبر ۱۹۶۱) بازیکن فوتبال اهل آلمان بود.
از باشگاه‌هایی که در آن بازی کرده‌است می‌توان به باشگاه فوتبال سن پائولی و باشگاه فوتبال آینتراخت فرانکفورت اشاره کرد.
وی در مسابقات کشوری و بین‌المللی در مجموع برندهٔ ۱ مدال برنز شده‌است.